# NGC 4948A
NGC 4948A is een balkspiraalstelsel in het sterrenbeeld Maagd. Het hemelobject werd op 25 mei 1887 ontdekt door de Amerikaanse astronoom Lewis A. Swift.

## Synoniemen
- MCG -1-33-80
- DDO 162
- PGC 45242